# Fadón (Zamora)
Fadón es una localidad española perteneciente al municipio de Bermillo de Sayago, en la provincia de Zamora, y la comunidad autónoma de Castilla y León.
Su término pertenece a la histórica y tradicional comarca de Sayago. Junto con las localidades Bermillo, Fresnadillo, Gáname, Piñuel, Torrefrades, Villamor de Cadozos y Villamor de la Ladre, conforma el municipio de Bermillo de Sayago. Su término municipal es atravesado, de norte a sur, por el arroyo de Fresnadillo.

## Toponimia y gentilicio
De los posibles orígenes del topónimo Fadón, parece más probable aquel que se justifica sobre la base de un nombre de poblador. El antropónimo probablemente sea el mismo del antiguo nombre del lugar burgalés Quintaniella de Faton (1052). Martínez Díez cita asimismo un Fatone, nombre de persona atestiguado en Sahagún. En 1461 figura un Vasco Faton en Sobrado (Orense).
Otros autores, como Rivas Quintás, suponen un origen en el latín "fătŭus" (insípido, bobo), del que también procedería el asturiano fato (tonto); en las hablas leonesas es más frecuente la acepción "vanidoso". 
También podría, sin embargo, conjeturarse para Fadón la presencia de un antropónimo árabe, Fathûn, derivado por sufijación a partir de fath (victoria). Coromines estudia algunos derivados onomásticos valencianos de esta misma base, que no sorprendería reencontrar en la provincia de Zamora, habida cuenta del intenso poblamiento mozárabe.
El gentilicio de esta localidad sayaguesa es fadonense.

## Historia
El topónimo Villar, junto a la población, nos remite a un asentamiento romano primitivo, que habría nacido debido al paso de la calzada romana Zamora-Fermoselle por el pueblo.
En la Edad Media, Fadón quedó integrado en el Reino de León, época en que habría sido repoblado por sus monarcas en el contexto de las repoblaciones llevadas a cabo en Sayago.
Posteriormente, en la Edad Moderna, Fadón estuvo integrado en el partido de Sayago de la provincia de Zamora, tal y como reflejaba en 1773 Tomás López en Mapa de la Provincia de Zamora.
Perteneció a la cuadrilla de Luelmo, que era una de las cuatro en que se dividía el antiguo partido de Sayago dentro de la jurisdicción de la ciudad de Zamora.
Así, al reestructurarse las provincias y crearse las actuales en 1833, la localidad se mantuvo en la provincia zamorana, dentro de la Región Leonesa, integrándose en 1834 en el partido judicial de Bermillo de Sayago, dependencia que se prolongó hasta 1983, cuando fue suprimido el mismo e integrado en el partido judicial de Zamora.

## Geografía humana

### Demografía
| Gráfica de evolución demográfica de Fadón entre 1842 y 1960 |
| |
| Población de derecho según los censos de población del INE Población de hecho según los censos de población del INEEntre el censo de 1930 y el anterior, aparece este municipio porque se segrega del municipio 49089 (Gáname) Entre el censo de 1857 y el anterior, este municipio desaparece porque se integra en el municipio 49089 (Gáname) Entre el censo de 1970 y el anterior, este municipio desaparece porque se integra en el municipio 49023 (Bermillo de Sayago) |

### Vías de acceso
Para acceder al pueblo hay varias opciones dependiendo del origen del viaje.
- Desde Zamora: Tomar la CL-527 en sentido Bermillo de Sayago o Miranda do Douro y proseguir hasta Fadón (26 km) pasando por Pereruela. Tomar la primera entrada al pueblo.
- Desde Miranda do Douro: Tomar la carretera internacional en dirección Moralina o Bermillo de Sayago y continuar hasta Bermillo para allí tomar la CL-527 en dirección Zamora. Fadón  se encuentra a 8 km en esta dirección, siendo recomendable acceder al pueblo por la tercera entrada (después de la parada de autobús).

## Fiestas
A lo largo del año hay varias pequeñas romerías en las que se sacan figuras de la iglesia pero las fiestas principales son la segunda semana de septiembre. En estas fiestas, se hace un ofertorio a la virgen, una subasta de bollos glaseados que merece la pena ver, juegos infantiles, verbenas y se suele ofrecer una costillada a los presentes la noche del sábado, así como durante la verbena se sirve un chocolate caliente ya que en septiembre las noches van refrescando. Es típico también en estas fiestas que el domingo actúe un grupo de bailes regionales en el templete del pueblo.